# A Week Away
A Week Away (bra: A Semana da Minha Vida; prt: A Week Away) é um filme americano de romance musical cristão de 2021, dirigido por Roman White, escrito por Kali Bailey, Alan Powell e Gabe Vasquez e produzido por Powell, Vasquez e Steve Barnett. É estrelado por Bailee Madison, Kevin Quinn, David Koechner e Sherri Shepherd, com participações especiais de Amy Grant e Steven Curtis Chapman. Foi lançado em 26 de março de 2021 na Netflix.
O filme apresenta canções de artistas cristãos como Michael W. Smith, Amy Grant e Steven Curtis Chapman com interpretações modernas de canções como "The Great Adventure", "Dive", "Baby, Baby" e "Place In This World". O filme recebeu críticas mistas.

## Enredo
Will (Kevin Quinn) está fugindo da polícia e, desta vez, suas ações o colocam em uma situação em que ele está enfrentando a detenção juvenil. Mas como sua graça salvadora, uma mãe adotiva Kristin (Sherri Shepherd) visita o oficial Mark (Ed Amatrudo), que está cuidando do caso de Will, dando a opção do mesmo poder escolher entre um reformatório ou um acampamento de verão. Will acaba escolhendo a segunda opção. Quando ele chega lá, uma garota chamada Avery (Bailee Madison) o vê imediatamente. Will finge ser primo de George (Jahbril Cook), filho de Kristen. Will está participando das atividades do acampamento como qualquer outro campista, mas depois que a verdade sobre sua situação começa a surgir entre os campistas, Will deixa o acampamento. Avery dirige atrás dele tentando fazê-lo retornar, mas sem sucesso. Ele luta com a ideia de haver um Deus amoroso depois do que aconteceu com sua família. Ele perdeu seus pais, passando a sentir que não tem ninguém. No final, Will decide retornar ao acampamento e ele e Avery compartilham um momento e se beijam. O acampamento chega ao fim e Kristen oferece a Will a oportunidade de voltar para casa com ela e George. Eles então se abraçam coletivamente.

## Elenco
| Ator/Atriz            | Personagem             |
| --------------------- | ---------------------- |
| Bailee Madison        | Avery                  |
| Kevin Quinn           | William "Will" Hawkins |
| Jahbril Cook          | George                 |
| Kat Conner Sterling   | Presley                |
| Iain Tucker           | Sean Withers           |
| David Koechner        | David Farrell          |
| Sherri Shepherd       | Kristin Alway          |
| Ed Amatrudo           | Mark Pearson           |
| Mari Kasuya           | Dançarina              |
| Brooke Maroon         | Dançarina              |
| Chelsea Corp          | Dançarina              |
| Goria Cunningham      | Extra                  |
| Brooklyn Wittmer      | Campista               |
| Rena MacMonegle       | Campista               |
| Steven Curtis Chapman | Salva-vidas            |
| Amy Grant             | Conselheira            |

## Produção
O filme foi filmado durante um período de oito semanas em Nashville, Tennessee, em setembro e outubro de 2019. No entanto, o filme foi anunciado em outubro de 2019. Foi dirigido pelo diretor de videoclipes Roman White, que também estreou no longa-metragem.

## Recepção

### Resposta da crítica
No site agregador de críticas Rotten Tomatoes, 58% das avaliações dos críticos são positivas, com uma classificação média de 5.5/10, baseada em 12 críticas. O Metacritic, que usa uma média ponderada, atribuiu ao filme uma pontuação de 50 em 100, com base em 7 críticos, indicando críticas "geralmente desfavoráveis".
A Wiener Zeitung julga brevemente que "a fábrica de fatores de bem-estar [...] foi bem explorada para este filme" e que "não se deve esperar personagens interessantes com profundidade".

## Trilha sonora

### Lista de músicas
| #  | Título                                             | Escritor(es)                                                                             | Intérprete(s)                                                                                 | Duração |
| -- | -------------------------------------------------- | ---------------------------------------------------------------------------------------- | --------------------------------------------------------------------------------------------- | ------- |
| 1  | "Let's Go Make A Memory"                           | Adam Watts, Alan Powell, Cory Clark                                                      | Kevin Quinn, Bailee Madison, Jahbril Cook, Kat Conner Sterling, Iain Tucker                   | 2:33    |
| 2  | "The Great Adventure"                              | Geoff Moore, Steven Curtis Chapman                                                       | Kevin Quinn, Bailee Madison, Jahbril Cook, Kat Conner Sterling, Iain Tucker & Sherri Shepherd | 3:43    |
| 3  | "Good Enough"                                      | Adam Watts, Alan Powell, Cory Clark                                                      | Kevin Quinn, Bailee Madison, Jahbril Cook & Kat Conner Sterling                               | 2:47    |
| 4  | "Dive"                                             | Steven Curtis Chapman                                                                    | Kevin Quinn, Bailee Madison, Jahbril Cook, Kat Connor Sterling & Iain Tucker                  | 3:01    |
| 5  | "Baby, Baby"                                       | Amy Grant, Keith Thomas                                                                  | Jahbril Cook & Kevin Quinn                                                                    | 2:22    |
| 6  | "Place In This World"                              | Amy Grant, Michael W. Smith, Wayne Kirkpatrik                                            | Kevin Quinn & Bailee Madison                                                                  | 3:12    |
| 7  | "Big House"                                        | Barry Blair, Bob Herdman, Will McGinniss and Mark Stuart                                 | Kevin Quinn, Bailee Madison, Jahbril Cook, Kat Conner Sterling & Iain Tucker                  | 3:40    |
| 8  | "Awesome God" / "God Only Knows" (Campfire Medley) | Rich Mullins, Joel Smallbone, Jordan Reynolds, Luke Smallbone, Tedd Tjornhom & Josh Kerr | Kevin Quinn, Bailee Madison, Jahbril Cook, Kat Conner Sterling, Iain Tucker                   | 2:20    |
| 9  | "Where I Belong"                                   | Adam Watts, Andy Dodd & Alan Powell                                                      | Kevin Quinn                                                                                   | 3:48    |
| 10 | "Best Thing Ever" (Stage Version)                  | Adam Watts, Alan Powell, Cory Clark                                                      | Kevin Quinn                                                                                   | 2:23    |
| 11 | "Best Thing Ever (Reprise)"                        | Adam Watts, Alan Powell, Cory Clark                                                      | Kevin Quinn, Bailee Madison, Jahbril Cook, Kat Conner Sterling, Iain Tucker                   | 1:20    |
| 12 | "Best Thing Ever"                                  | Adam Watts, Alan Powell, Cory Clark                                                      | JOHNNYSWIM                                                                                    | 4:04    |

## Prêmios e indicações
| Prêmio     | Data | Categoria               | Resultado |
| ---------- | ---- | ----------------------- | --------- |
| Dove Award | 2021 | Filme Inspirador do Ano | Venceu    |